# Bad Witch
Bad Witch é o nono álbum de estúdio da banda americana de rock industrial Nine Inch Nails. Foi lançado em 22 de junho de 2018, pelos selos The Null Corporation e Capitol Records. O lançamento do disco foi acompanhado por uma turnê pelos Estados Unidos.
O álbum incorpora aspectos de jazz, mais notavelmente pela presença de saxofones junto com as características do som de rock industrial normal ao Nine Inch Nails. Com influências do disco Blackstar (2016), por David Bowie (com quem Trent Reznor já tinha trabalhado), Bad Witch é o álbum mais curto da história da banda, com apenas trinta minutos de duração. Em 17 de maio de 2018, um single, "God Break Down the Door", foi lançado via streaming, com o disco sendo oficialmente lançado em junho de 2018. O álbum foi bem recebido pelo público e pela crítica.

## Faixas
Todas as letras escritas por Trent Reznor e Atticus Ross. 
| CD             |                           |         |  |
| N.º            | Título                    | Duração |  |
| 1.             | "Shit Mirror"             | 3:06    |  |
| 2.             | "Ahead of Ourselves"      | 3:30    |  |
| 3.             | "Play the Goddamned Part" | 4:51    |  |
| 4.             | "God Break Down the Door" | 4:14    |  |
| 5.             | "I'm Not from This World" | 6:41    |  |
| 6.             | "Over and Out"            | 7:49    |  |
| Duração total: | Duração total:            | 30:14   |  |

## Pessoal
Nine Inch Nails
- Trent Reznor – arranjo, performance, produção, programação, saxofone
- Atticus Ross – arranjo, performance, produção, programação

Adicional
- Alan Moulder – mixagem
- Tom Baker – masterização
- Chris Richardson – engenharia de som
- Justin McGrath – engenharia de som
- Ian Astbury – vocal adicional (faixa 1)
- Mariqueen Maandig – vocal adicional (faixa 1)

## Tabelas musicais
| Paradas (2018)                          | Melhor posição |
| --------------------------------------- | -------------- |
| Austrália (ARIA)                        | 9              |
| Áustria (Ö3 Austria Top 40)             | 16             |
| Bélgica (Ultratop Flandres)             | 21             |
| Bélgica (Ultratop Valônia)              | 24             |
| Canadá (Billboard)                      | 15             |
| República Tcheca (ČNS IFPI)             | 39             |
| Espanha (PROMUSICAE)                    | 31             |
| França (SNEP)                           | 37             |
| Alemanha (Offizielle Deutsche Charts)   | 28             |
| Grécia (IFPI)                           | 68             |
| Hungria (MAHASZ)                        | 34             |
| Irlanda (IRMA)                          | 50             |
| Itália (FIMI)                           | 49             |
| Japão (Oricon)                          | 43             |
| Nova Zelândia (RMNZ)                    | 4              |
| Países Baixos (Dutch Charts)            | 43             |
| Portugal (AFP)                          | 18             |
| Escócia (Official Scottish Albums)      | 6              |
| Suíça (Schweizer Hitparade)             | 5              |
| Reino Unido (Official Albums Chart)     | 12             |
| Reino Unido (UK Rock & Metal Albums)    | 1              |
| Estados Unidos (Billboard 200)          | 12             |
| Estados Unidos (Top Alternative Albums) | 2              |
| Estados Unidos (Top Rock Albums)        | 2              |